# Стара Австрія та Нова Австрія

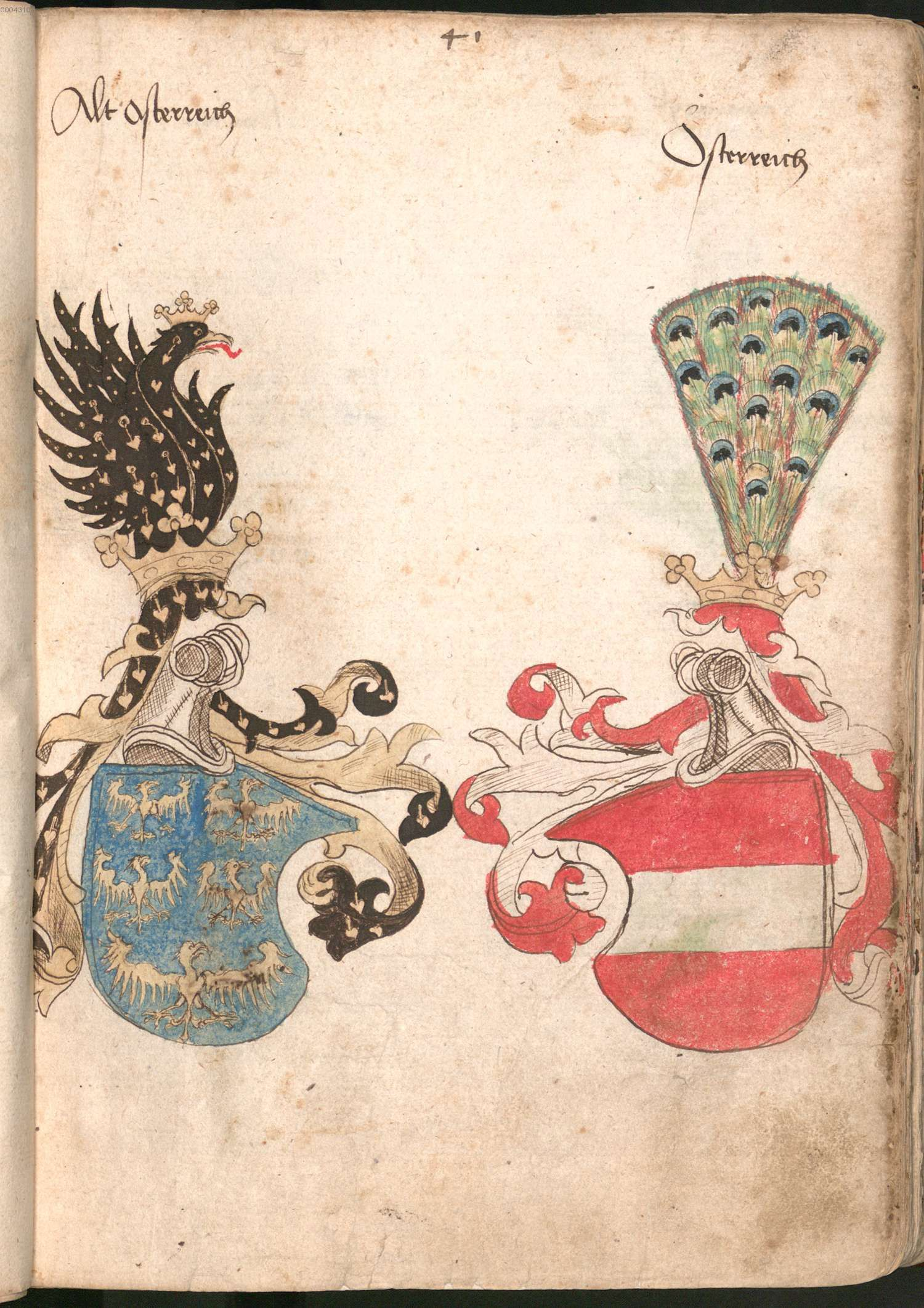
Зображення Старої Австрії (герб Жайворонки) та Нової Австрії (Австрійська балка), з Wernigeroder Wappenbuch, 4 Квартал, 15 Ст.

Стара Австрія і Нова Австрія — дві давніх геральдичних назви щита герба герцогства Австрії.

## Історія двох термінів

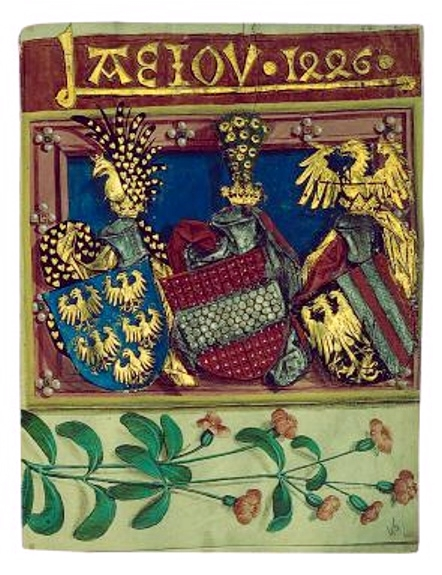
• Стара Австрія, в орнаменті шолома коронований орел з орлиним летом, для Австрії під Енсом Владислава
• Нова Австрія з Пфауенстос, тут, можливо, для Внутрішньої Австрії Фрідріха III
• Орел і срібно-червоний розкол, вінець шолома: вирощування орла з терезами в дзьобі, для Австрії над Енсом- Альбрехтсом VI.
(Освітлення в реєстрі гербів Фрідріха 1446)

Спочатку Стара Австрія називався гербом із п’ятьма орлами, який знаходився при Рудольфі IV. В офіційній геральдиці до австрійської балки (червоно-срібно-червоного) - домашній герб Габсбургів, прийнятий Бабенбергерами.
Від Фрідріха III до 1918 року вони були частиною всіх важливих австрійських гербів. Позначення «Стара Австрія» для герба п’яти орлів та «Нова Австрія» для щита з балкою з’являються вперше в геральдичних книгах близько 1430 р. Вони використовувались у геральдичному значенні до 1804 р., Коли герб із п’ятьма орлами став гербом Нижньої Австрії. 

Альтгабсбург (варіант з 1359)

Обв'язувальний щит приєднується до гербу Альтабсбурга, який є червоним, блакитнокоронованим, озброєним і оголеним левом на золотому тлі графства Габсбург (у цій формі з 1359 року за Альбрехта III), як це також можна знайти на гербі Габсбург-Лотрінген спереду.
Орли в старій Австрії завжди були золотими, щит був поперемінно чорним або синім. Кількість орлів коливалося, доки не закріпилося число п'ять як символ спадкових земель Австрії над і під Енсом, Штирії, Каринтії, Крайни та Словенської Марки або Нижньї Австрії, Внутрішньї Австрії, Верхньою Австрією та Передньою Австрією, а також офісом Рейху мисливця-майстра Рудольфа IV натуралізовано засновником (подібне, наприклад, з французькою лілією, кількість яких коливається з відповідними територіями і сягає аж до засіяного поля, і лише в 1320-х роках Карлом IV фіксується на трьох).

Низька Австрія

Ця інтерпретація закріпилася, коли у XIV і XV ст. старі володіння Габсбургів (Габсбург, Кібург та інші) були втрачені на користь Швейцарської конфедерації. У розділах спадщини Габсбургів території, на яких стояли п’ять орлів, - незважаючи на різний договір дому засновника Рудольфа (Rudolfinische Hausordnung 1364) - потрапили в окремі спадки. Тільки за Максиміліана І - Фрідріха III тодішня Австрія була знову поміщена під спільну корону після 1490 року.
Наприкінці XV-го ст. деякі історіографи трактували герб п’яти орлів як «герб жайворонків», ця назва іноді використовується і сьогодні.
Герби Нової та Старої Австрії залишалися гербами Габсбургів до 1804 р. - так у наш час зв'язувальний щит називають також „Герб будинку Австрії“ - і країни під Еннами. З 1804 року п'ять орлів є гербом ерцгерцогства Австрії під Еннами (Нижня Австрія). Інша частина фактичного герцогства Австрія, а саме Австрія над Еннами (Верхня Австрія), мала власний герб з початку сучасності (розколотий щит з ором у чорному полі та срібно-червоні смуги), і вже була незалежною короною землі, а потім також ерцгерцогства на той час.
До 1918 року щит Нижньої Австрії увінчувався капелюхом ерцгерцога. Сьогодні герб із п'ятьма орлами стоїть - на блакитному тлі - для федеральної землі Нижня Австрія, щит з балкою розміщений як нагрудний щит на федеральному орлі, національному гербі Австрії.
З точки зору історії культури, вираз " Стара Австрія" поступово став частиною Австрійської імперії після 1804/06, 1867 та 1918 років. Австро-угорська подвійна монархія, її частина імперії Цислейтанія, або перетворена на німецько-австрійські території.

## Сучасні ілюстрації

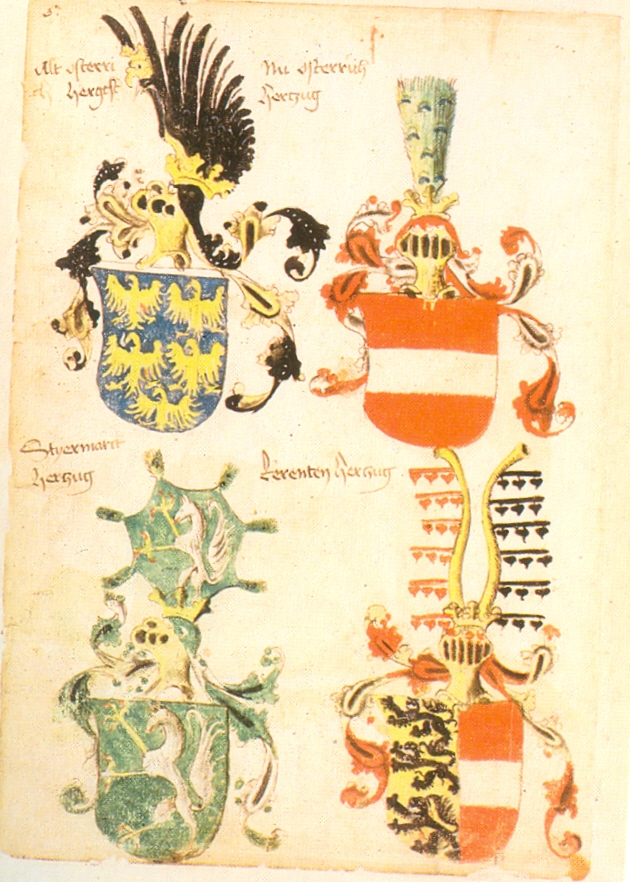
Стара і Нова Австії; Герцог Альбрехт VI у кодексі Інгерам (1459)
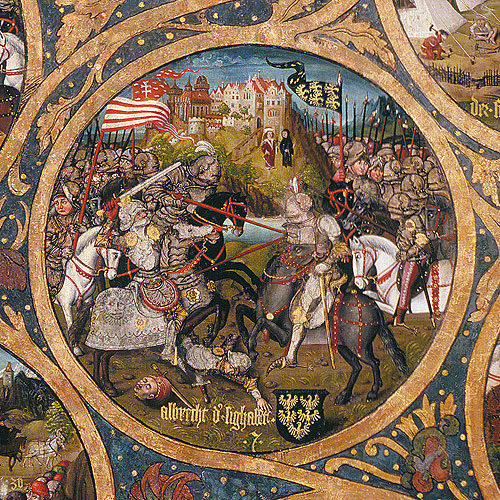
Адальберт Побідоносець (близько 985–1055) у боротьбі проти мадярів, герб і штандарт, родинне дерево Бабенбергерів, близько 1490 р.
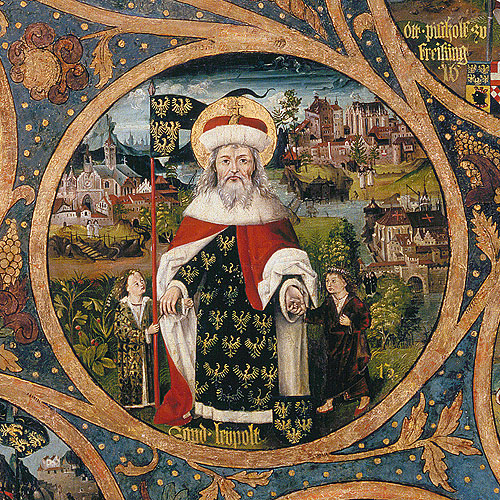
Леопольд Святий (1095–1136) перед Клостернойбург в орлиних регаліях, родинне дерево Бабенбергерів, близько 1490 р.
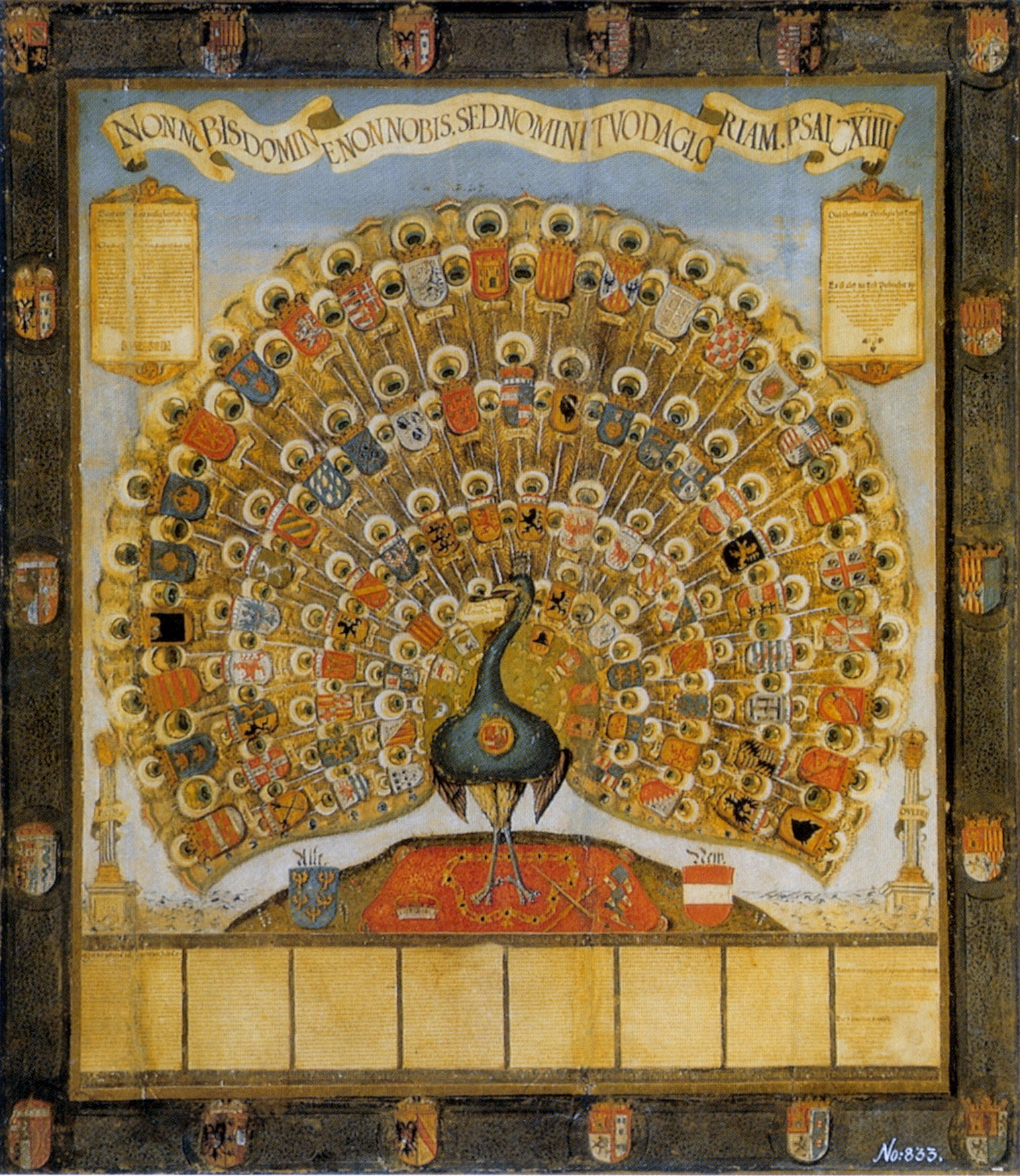
Габсбурзький павич з двома гербами, Аугсбург 1555